# Diplocladon hasseltii
Diplocladon hasseltii är en skalbaggsart som beskrevs av Henry Stephen Gorham 1883. Diplocladon hasseltii ingår i släktet Diplocladon och familjen Rhagophthalmidae. Inga underarter finns listade i Catalogue of Life.